# Tanypus beringensis
Tanypus beringensis är en tvåvingeart som först beskrevs av Müller 1924.  Tanypus beringensis ingår i släktet Tanypus och familjen fjädermyggor.
Artens utbredningsområde är Schweiz. Inga underarter finns listade i Catalogue of Life.